# 79-я отдельная десантно-штурмовая бригада
 79-я отдельная десантно-штурмовая бригада (укр. 79-а окрема десантно-штурмова бригада, 79 ОДШБр, в/ч А0224) — тактическое соединение Десантно-штурмовых войск Украины. Пункт постоянной дислокации бригады располагается в городе Николаеве.

## История

### 1979—1991
В 1979 году в составе Советской армии началось создание десантно-штурмовых бригад и полков.
На базе 612-го отдельного батальона десантного обеспечения (612-й обдо) и 100-й отдельной разведывательной роты (100-я ОРР) 105-й гвардейской воздушно-десантной дивизии (дислоцированная в Средней Азии), в составе Одесского военного округа в Николаеве была сформирована 40-я отдельная десантно-штурмовая бригада.
В 1990 году бригада была переименована в 40-ю отдельную воздушно-десантную бригаду.

### После 1991 года

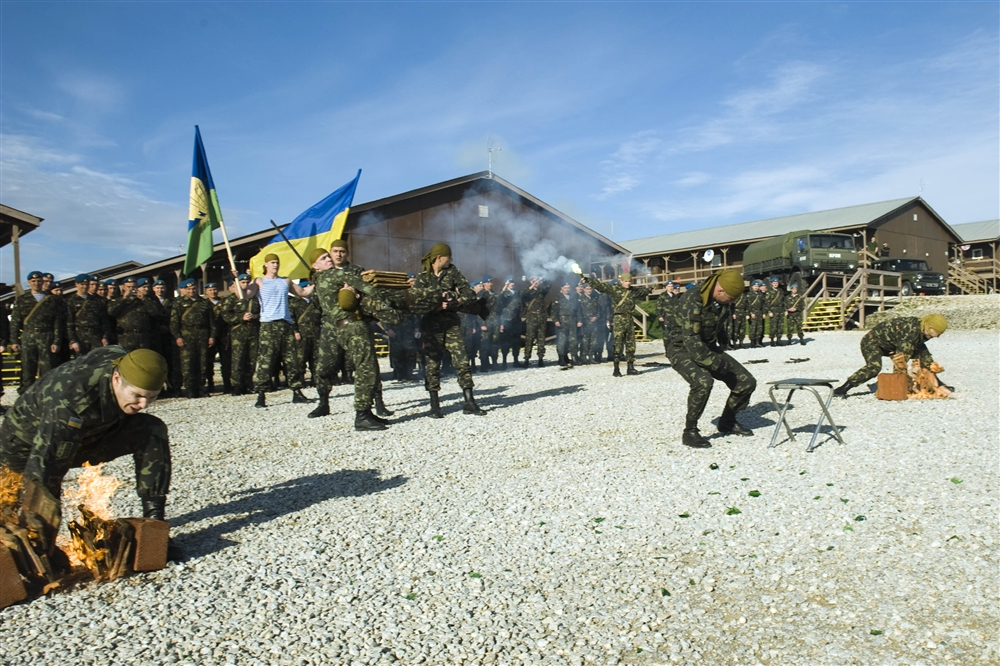
79-я отдельная аэромобильная бригада в Косово. Показательные занятия, 2009 год
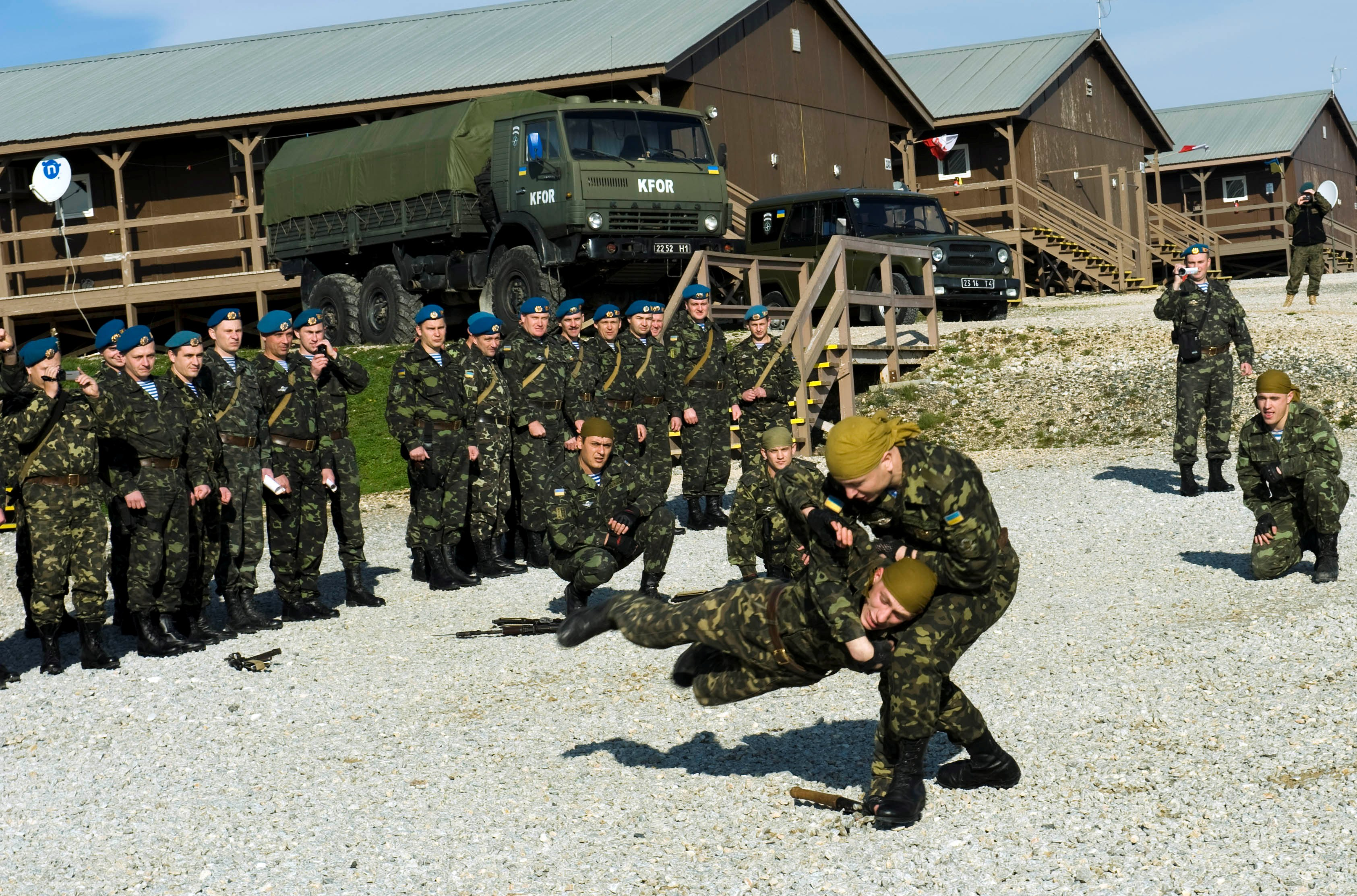
79-я отдельная аэромобильная бригада в Косово. Показательные занятия, 2009 год

После распада Советского Союза бригада перешла в состав ВСУ как 40-я отдельная аэромобильная бригада. В 1995 году 40 оаэмбр была передислоцирована из пгт. Большая Корениха в г. Николаев. Позднее бригада была реорганизована в полк (в конце 1990-х — 79-й отдельный аэромобильный полк).
1 июля 2007 года на базе полка, усиленного 11-м отдельным вертолётным полком, в порядке эксперимента была сформирована 79-я отдельная аэромобильная бригада.
В 2000—2012 годы военнослужащие бригады принимали участие в ряде миротворческих операций (в Либерии, Судане, Сьерра-Леоне, Конго, Ираке и Косово).
8—22 декабря 2009 года в ходе ротации украинского миротворческого контингента в Либерии, в состав контингента были направлены военнослужащие бригады
В январе 2010 года сотрудники американской частной военной компании CUBIC провели четырёхдневный обучающий семинар с офицерами бригады, отобранными для службы в составе польско-украинского батальона «ПОЛУКРБАТ» (всего в 2010 году в составе украинского миротворческого контингента в Косово служили 125 военнослужащих бригады).
Военнослужащие бригады принимали участие в ряде международных учений, где зарекомендовали себя с положительной стороны.
Так, в июле — августе 2012 года на полигоне Широкий Лан в Николаевской области одна рота бригады (100 солдат и офицеров) участвовала в совместных российско-украинско-белорусских учениях «Славянское содружество-2012», при этом один взвод (20 военнослужащих) совершил десантирование с парашютами.
В феврале 2013 года военнослужащими 79-й оамбр были проведены испытания парашютной системы «Статус-СН» и комплекта съёмного оборудования «Адаптер-1М» (предназначенного для подъёма и спуска десантников из вертолёта Ми-8), по результатам которых 20 февраля 2013 года на вооружение воздушно-десантных войск Украины была принята парашютная система «Статус-СН».
В июне 2013 года началось обучение военнослужащих бригады использованию парашютов типа «крыло» «Статус-СН» и комплектов съёмного бортового оборудования «Адаптер-1М», которые должны в будущем поступить на вооружение десантников.

### Российско-украинская война

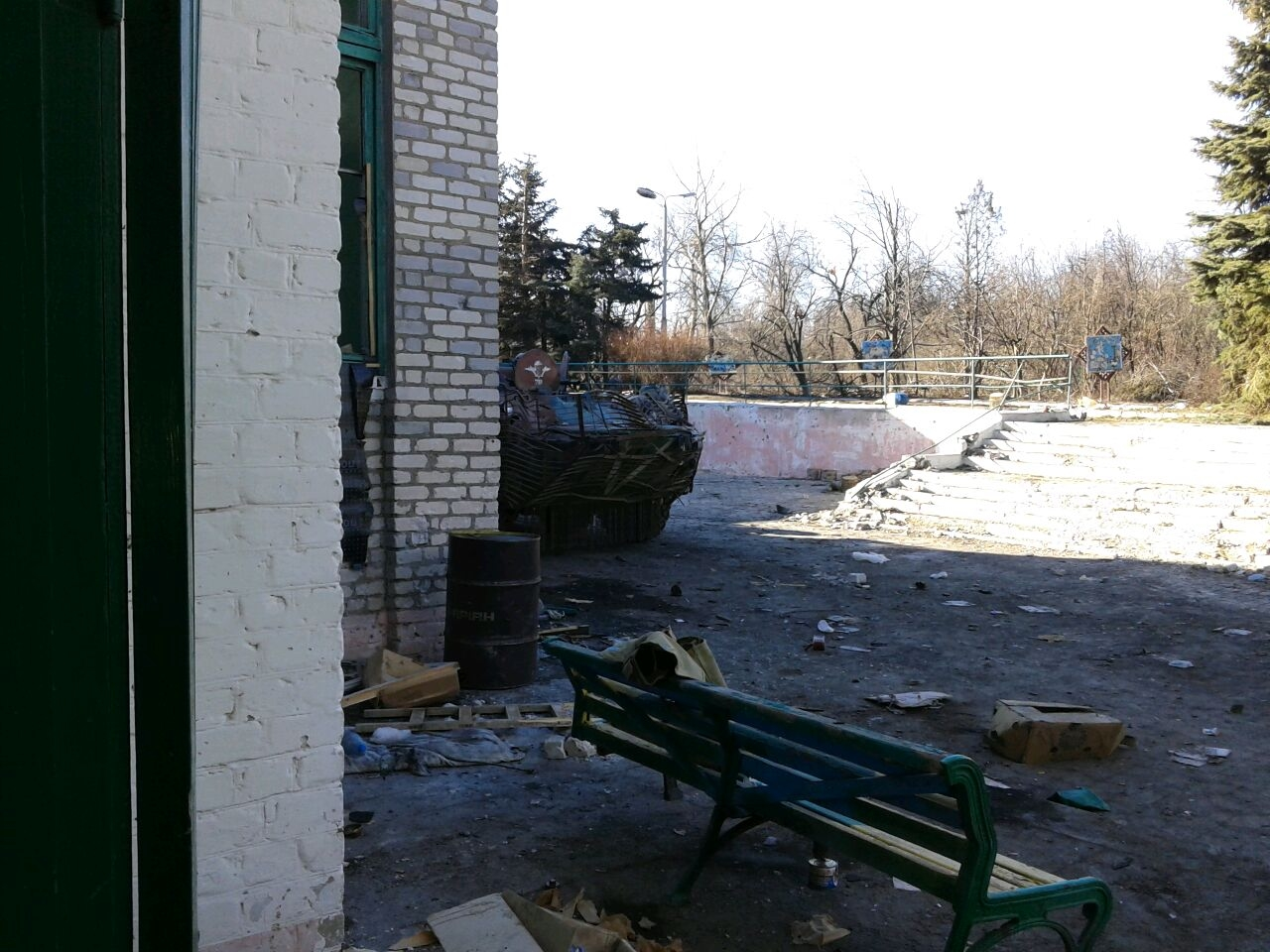
Бронетранспортёр БТР-80 79-й аэромобильной бригады в Широкино. На крышке командирского люка видны эмблема ВДВ Украины и номер бригады — «79». Февраль 2015 года

В начале марта 2014 года, после российской аннексии Крыма, военнослужащие бригады с бронетехникой и зенитными установками были переброшены к Перекопскому перешейку и несли службу на блокпосту на границе с Крымом.
После того, как 1 марта 2014 года взвод военнослужащих бригады был отправлен для усиления охраны в г. Вознесенск, активисты Антимайдана блокировали КПП части, но блокада была снята.
12 апреля 2014 года министерство обороны Украины объявило, что подразделения воздушно-десантных войск доукомплектованы личным составом по штатам военного времени и приступили к выполнению боевых задач.
18 мая 2014 года 79-я отдельная аэромобильная бригада отправилась на восток Украины для участия в боевых действиях на территории Донецкой области против самопровозглашённой Донецкой Народной Республики. Части бригады были переброшены в район Славянска.
3 июня 2014 года бригада понесла первые потери. На дороге Изюм—Славянск колонна бригады попала в засаду. Один десантник погиб и 13 были ранены. Позже стало известно, что скончался ещё один боец бригады..
C июня бригада выполняла боевые задачи, участвуя в боях за Саур-могилу. Также тактическая группа бригады была направлена в Луганскую область для усиления Должанского погранпукта.
12 июня 2014 года подразделение бригады попало в засаду и понесло потери: два военнослужащих были убиты, не менее 20 получили ранения.
25 июня 2014 года председатель Николаевской облгосадминистрации Николай Романчук сообщил, что с начала боевых действий в зоне АТО ранены 55 военнослужащих бригады, лечение раненых проходит в медицинских учреждениях Николаева, Одессы, Киева и Харькова и двое раненых уже выписаны.
6 июля 2014 года военнослужащие бригады были в первый раз обстреляны из РСЗО «Град» Утром 11 июля 2014 г. части 24-й и 79-й бригад попали под обстрел из РСЗО «Град» в районе н. п. Зеленополье Луганской области. В этом же месяце бригада попала в Южный котёл и понесла тяжелейшие потери.
27 июля 2014 года военнослужащие бригады продолжали удерживать оборону в окружении под артиллерийским обстрелом антиправительственных формирований. В этот же день министр обороны Украины В. В. Гелетей сообщил, что ситуация с 72-й и 79-й аэромобильной бригадами «находится на контроле у президента Порошенко» и что военнослужащим 72-й и 79-й бригад уже доставлено свыше 15 тонн питьевой воды, продовольствия и боеприпасов.
Утром 7 августа 2014 года в районе Дьяково оставшейся личный состав бригады и около двухсот единиц техники вышел из окружения благодаря военным инженерам вооружённых сил Украины, которые под огнём противника установили мосты и временные переправы. По данным пресс-центра АТО, десантники потерь не имели.
9 августа 2014 г. выведенная из зоны боевых действий бригада прибыла в Николаев, на место постоянной дислокации.
В августе 2014 года в штат бригады был введён вновь сформированный добровольческий батальон «Феникс». Он стал 3-м батальоном бригады.
С сентября 2014 года подразделения бригады участвуют в боях в Донецком аэропорту.
По состоянию на 19 сентября 2014 г. подразделения 79-й аэромобильной бригады и 1-й оперативной бригады национальной гвардии находились на «южном фронте», в районе Мариуполя и Донецкого аэропорта.
В начале февраля 2015 года 1-й батальон бригады действовал под Дебальцево. Затем 1-й батальон 79 одшбр был возвращён в Николаев для восстановления боеспособности (к этому времени только 10 из 35 бронетранспортёров БТР-80 оставались на ходу). Остальные части бригады продолжали вести боевые действия на Мариупольском направлении.
Всего с начала АТО по состоянию на 1 марта 2020 года 79-я отдельная десантно-штурмовая бригада потеряла погибшими 70 человек.
Утром 7 марта 2022 года был осуществлён удар российской крылатой ракетой «Калибр» по казарме 79-й десантно-штурмовой бригады в Николаеве. По данным властей Украины, в результате удара восемь военных были убиты, восемь пропали без вести и 19 получили ранения.
Утром 18 марта 2022 года по расположению бригады на северной окраине Николаева силами ВС РФ был нанесён ракетный удар, вследствие которого погибло, по разным оценкам, от 40 до 280 военнослужащих ВСУ.
Позднее бригада принимала участие в битве за Донбасс. 9 июня бригада остановила наступление российских войск на Донецкую область, остановив атаку российских танков и уничтожив их.
В июне 2023 г. Валерий Сахащик, действующий министр обороны белорусского Объединенного переходного кабинета министров (правительство в изгнании, оппозиционное де-факто правительству Александра Лукашенко), сообщил о создании 1-й отдельной десантно-штурмовой роты белорусов, которая входит в состав 79-й десантно-штурмовой бригады. Белорусская десантная рота находится на Донецком направлении и является резервом командира одной из отдельных десантных бригад.
В начале 2024 года бригада принимала участие в обороне Новомихайловки. 28 апреля ВСУ вышли из села, но за время обороны успели нанести существенные потери в живой силе и технике наступающим войскам. По оценкам OSINT-аналитиков ВС РФ в боях за Новомихайловку потеряли не менее 300 единиц техники и около 13.000 солдат убитыми и ранеными. Главнокомандующий ВСУ Александр Сырский высоко оценил действия бригады при обороне населенного пункта.
В середине 2024 года бригада принимает участие в боях на Кураховском направлении. В июле атаки ВС РФ на этом направлении были особенно интенсивными, в них использовались новые танки Т-72Б3 обр. 2022 с противодроновыми конструкциями и устройствами РЭБ. 24 июля ВС РФ предприняли неудачную массированную атаку на позиции бригады, в которой участвовали 11 танков, 45 боевых машин пехоты, одну БМПТ «Терминатор» и 12 мотоциклистов. Атака была отбита, российские войска отступили потеряв 6 танков, 7 боевых машин пехоты и все 12 мотоциклов.
29 июля ВС РФ предприняли ещё одну массированную атаку на позиции бригады уже под Константиновкой (в 20км на юго-запад от Курахово), в которой принимало участие 10 танков, 47 боевых машин пехоты, 10 мотоциклов и 1 багги. Атака была обита, российские войска отступили потеряв 8 танков, 12 боевых машин пехоты, 9 мотоциклов и 1 багги.
Подразделения бригады принимали участие в боях за Угледар, занятый российскими войсками 1 октября 2024 года.

## Структура

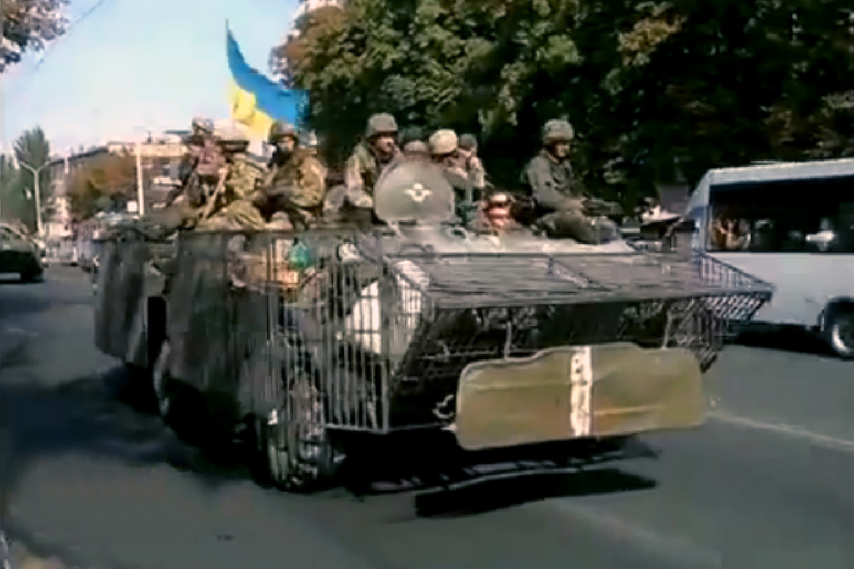
Украинские десантники на БРДМ-2 в Мариуполе, 2014 год

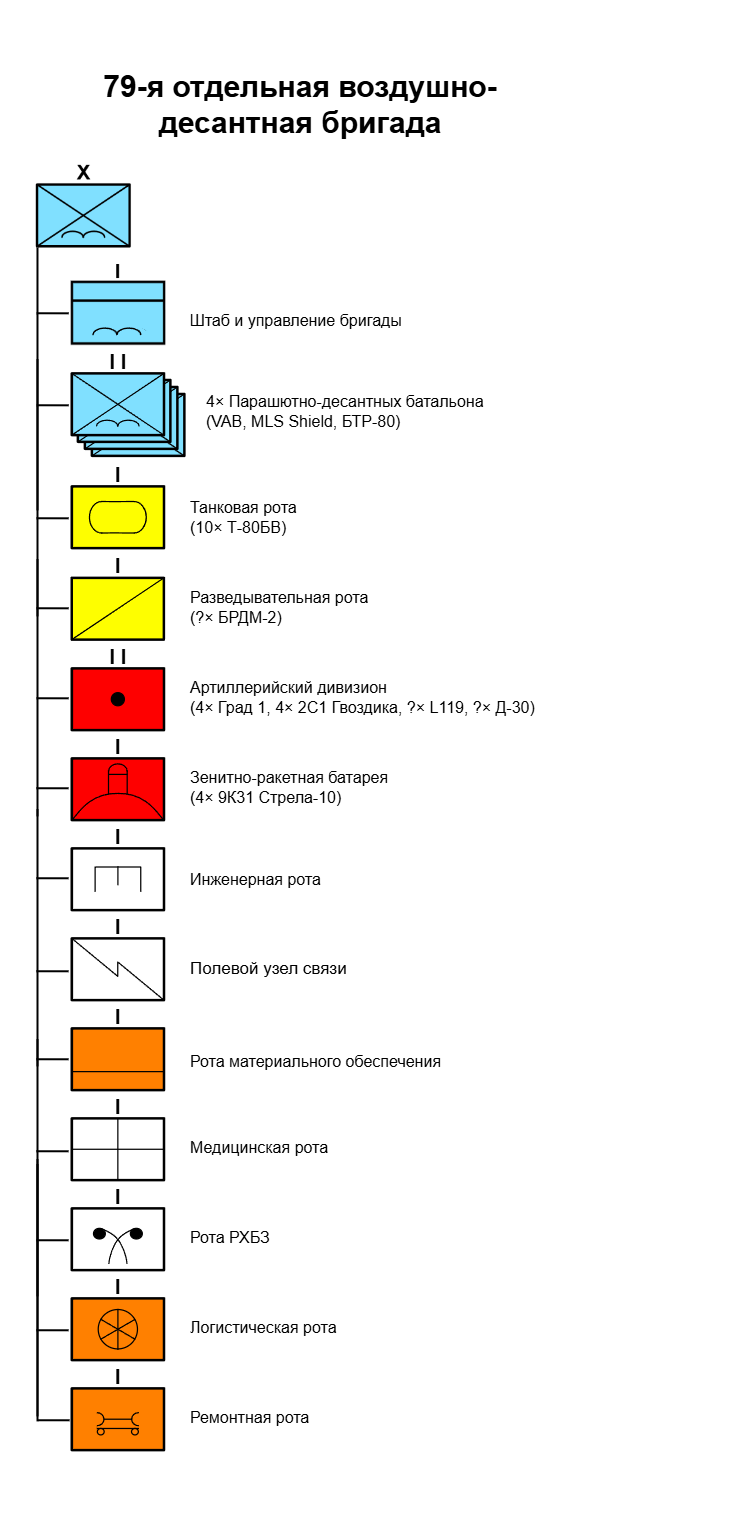
Структура 79-й отдельной воздушно-десантной бригады ДШВ Украины на 2024 год

## Техника, вооружение и снаряжение

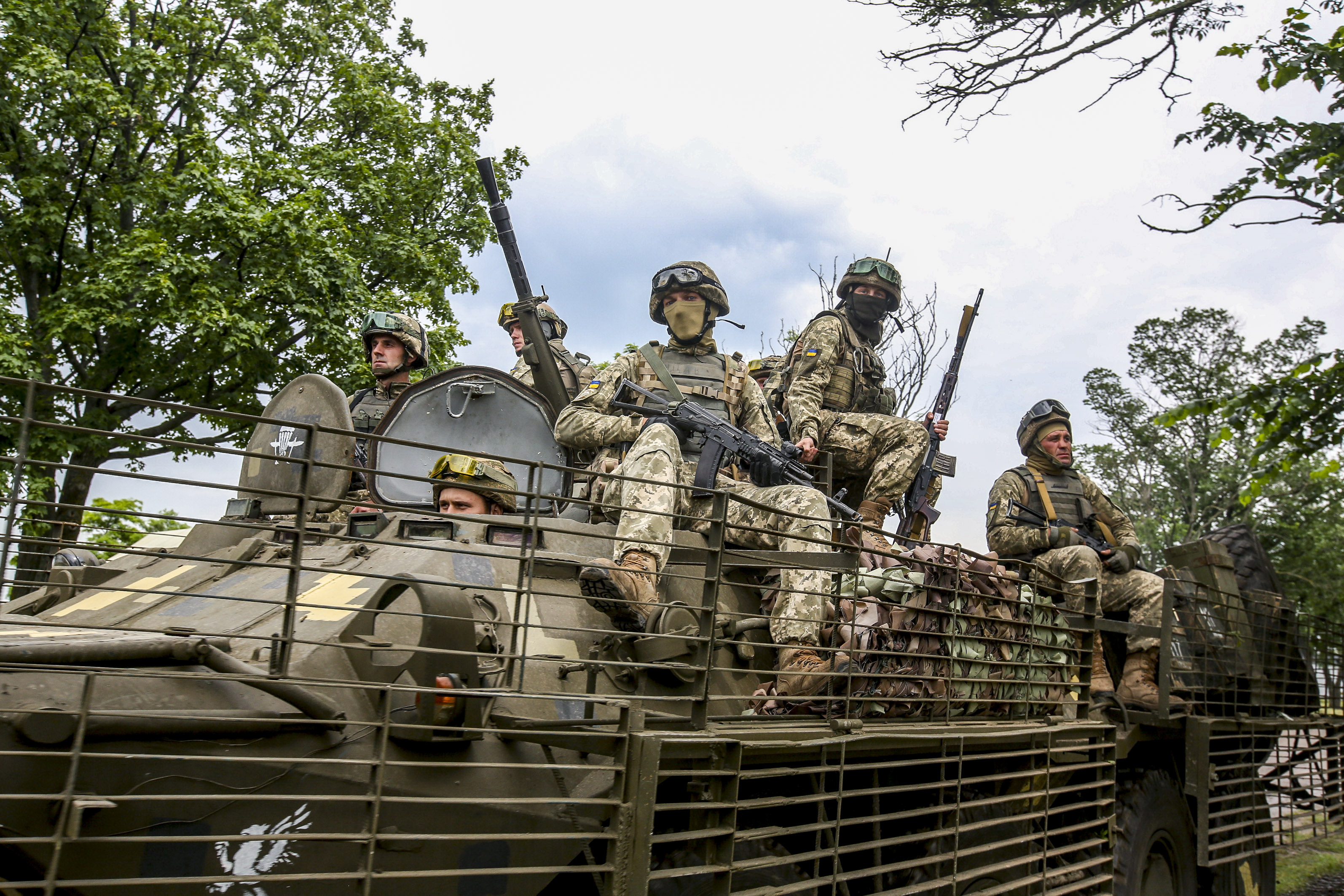
Бронетранспортёр БТР-80 79-й десантно-штурмовой бригады. Июнь 2016 года

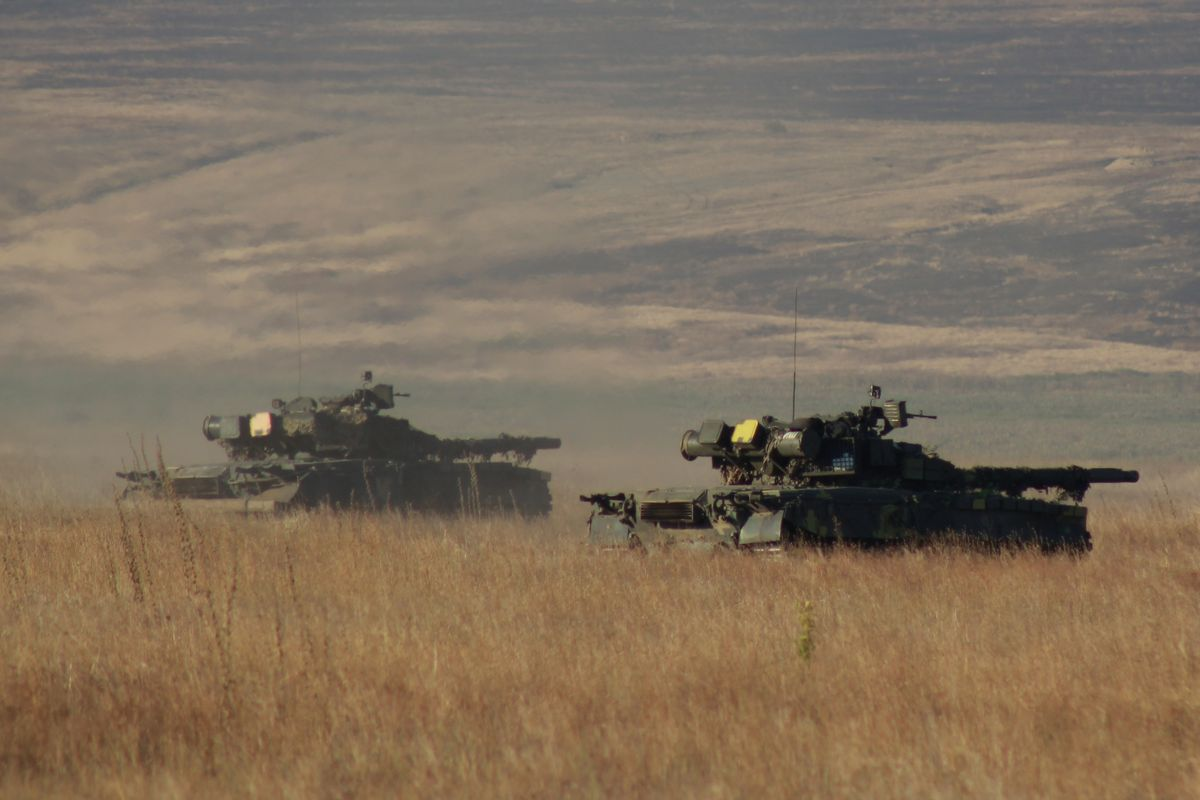
Танки Т-80БВ 79-й десантно-штурмовой бригады на учениях. Сентябрь 2016 год

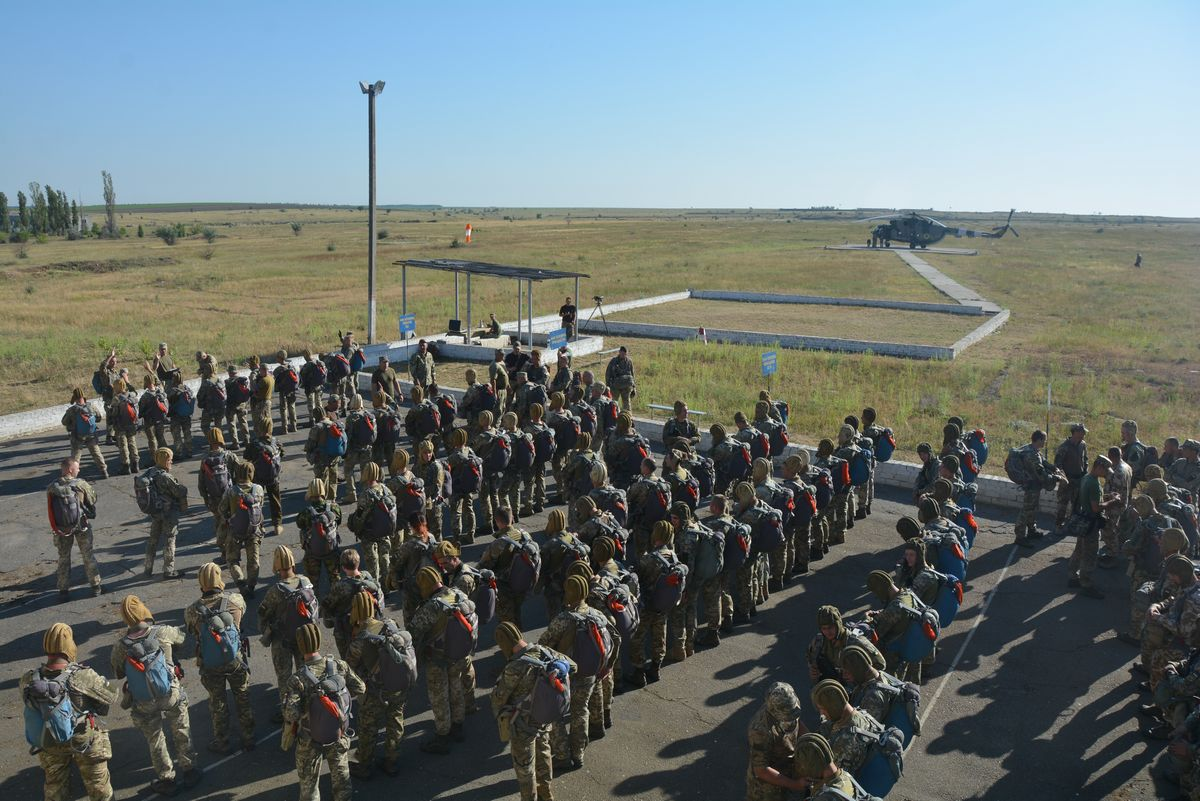
Военнослужащие 79-й десантно-штурмовой бригады, перед тренировочными прыжками с парашютом, 2018 год

Стрелковое оружие: в 2014—2015 на вооружении личного состава бригады были пистолеты ПМ; автоматы АКС-74У, АКС-74, АКМС; снайперские винтовки СВД, «Зброяр» В октябре 2016 года имеющиеся в бригаде автоматы старого образца были заменены на модернизированные автоматы АК-ТК.
- Пулемёты: РПКС-74, ПКМ[Комм. 1], ДШКМ[60]
- Гранатомёты: ГП-25, РПГ-7Д, РПГ-18[60], АГС-17[61]

Ракетно-артиллерийское вооружение
- Противотанковые ракетные комплексы «Фагот», «Метис»
- 82-мм миномёты БМ-37[60]
- Гаубицы Д-30[60]
- Зенитные ракетные комплексы ПЗРК «Игла», ЗРК «Стрела-1»
- зенитные установки ЗУ-23[60]
- САУ 2С1 «Гвоздика»[62][63][64]

Бронетехника и автотранспорт
- БТР-80 — 1-й, 2-й, 3-й батальоны[65]
- БТР-70 — 3-й батальон (получены 30 сентября 2014[66])
- AT105 «Саксон» — 3 (командно-штабные машины)[67] (получены в марте 2015 года[68])
- БММ-70 — 2 (санитарные машины, первая получена 29 июля 2014[69], вторая — 11 октября 2014[70])
- БРДМ-2 (два БРДМ-2 получены 17 апреля 2015)[71]
- автомобили «Урал-4320» и ГАЗ-66 — штатное транспортное обеспечение.[72]
- один бронегрузовик на шасси КамАЗ-4326 (построен в начале августа 2014[73])
- два джипа Tarpan Honker (первый получен 15 августа 2014[74], второй, бронированный — 20 октября 2014[75])
- один бронегрузовик на шасси КрАЗ-257 (построен в октябре 2014 для артиллерийского подразделения[76][77])
- один бронегрузовик «Урал-Терминатор» на шасси Урал-4320 (построен 29 октября 2014 для разведроты[78])
- один инкассаторский броневик Mercedes-Benz Vario 815 D (получен 31 августа 2014[79][80]) и три пикапа Mitsubishi L200[81] (переданы в начале сентября 2014[82]), в дальнейшем планируется увеличить количество Mitsubishi L200 до 13 и установить на них 12,7-мм пулемёты НСВ[83]
- один бронегрузовик «Дракон» на шасси тягача Урал-375 (построен 25 октября — 2 ноября 2014, передан бригаде 2 ноября 2014[84])
- один бронегрузовик «Вика» на шасси грузовика Урал-4320 (получен 4 декабря 2014[85][86])
- машина скорой помощи на шасси Volkswagen Crafter (получена от украинской диаспоры Испании 10 марта 2015 г.)[87]
- Грузовые и внедорожные автомобили различных марок, полученные от волонтёров и организаций[88][89], а также трофейная автотехника.[90][91]
- в период боёв за Донецкий аэропорт на вооружении бригады некоторое время находился трофейный танк Т-64А[92]

- кроме того, по состоянию на 24 ноября 2014, в АТХ Южно-Украинской АЭС проходят ремонт пять БТР-60ПБ, которые планируют передать бригаде

Авиатехника:
- один лёгкий двухместный самолёт Т-10М производства «ТММ-Авиа» (получен в октябре 2014)[94]
- два мини-БПЛА украинского производства (получены 20 августа 2014)[95]

Снаряжение:
С 2014 года снабжение бригады осуществляется с привлечением внебюджетных средств:
- 8 апреля 2014 г. морской торговый порт Николаева перечислил бригаде свыше 26 тыс. гривен, на эти деньги были закуплены запчасти, необходимые для ремонта одного БТР-80[56]
- 14 мая 2014 г. депутат Юрий Антощенко передал бригаде 10 радиостанций иностранного производства стоимостью 47 тыс. гривен[96]
- 7 июня 2014 г. фонд «Первый десантный аэромобильный батальон» (г. Николаев) передал бригаде два тепловизора и партию снаряжения (бронежилеты, разгрузочные жилеты и др.) стоимостью 1,5 млн гривен[97];
- 12-15 июня 2014 г. киевские волонтёры передали бригаде ещё 33 бронежилета общей стоимостью 100 тыс. гривен, партию продовольствия[98] и кевларовые каски Schubert M826 производства ФРГ[99]
- 2 августа 2014 г. фонд «Допомога 79» передал бригаде 3 дизельных генератора, партию медикаментов и продовольствие[100], в дальнейшем, до 18 августа 2014 фонд передал бригаде ещё три дизельных генератора и три тепловизора «Pulsar Quantum»[101]
- 15 августа 2014 г. счёт средств благотворительного фонда были изготовлены противокумулятивные решётчатые экраны, которые установили на два БТР-80[102]
- 27 августа 2014 г. николаевские предприниматели-автоперевозчики отремонтировали для бригады два грузовика «Урал»[88], а центр «Народний проект» передал 20 раций Motorola DP-2400, 20 раций Motorola DP-4801 и один ретранслятор Motorola DR-3000[103]
- 10 сентября 2014 г. николаевский предприниматель передал бригаде установку по очистке воды с производительностью 40 литров в час[104]
- 26 сентября 2014 г. фонд «Крылья Феникса» передал бригаде полный комплект цифровой кодированной связи стоимостью 2,35 млн гривен (10 шт. радиостанций Kenwood TK-90, 150 шт. раций Kenwood NX-320, 12 шт. автомобильных станций Kenwood, 3 ретранслятора Kenwood-Motorola и 3 интегратора)[105]
- 10 октября 2014 г. бригада получила помощь от волонтёров (70 футболок, медикаменты, 4 ящика продуктов, питьевую воду в бутылках и сигареты)[106]
- 11 февраля 2015 г. от обладминистрации Николаевской области была получена одна передвижная прачечная на базе автоприцепа[107][108]
- в начале апреля 2015 г. волонтёры закупили для бригады несколько систем питания «Predator» для пулемёта ПК (тактический рюкзак для размещения боекомплекта в 500—700 патронов с рукавом для подачи патронной ленты), которые разработал и выпускает «Харьковский завод индивидуальной защиты»[109][110].
- в июле 2015 г. советник президента Юрий Бирюков опубликовал новые фотографии разработанной на Украине экспериментальной камуфляжной формы в расцветке «Варан» и анонсировал её поступление на снабжение 79-й отдельной аэромобильной бригады.[111]
- в октябре 2016 г. было сообщено о поступлении в бригаду новых тепловизоров и приборов ночного видения, а также принятии на снабжение бригады десантных касок нового образца с креплениями для приборов ночного видения и сменными чехлами зима/лето.[59]

## Отличившиеся воины
- Сергей Кривоносов (2014)
- Валерий Чибинеев (2016)
- Александр Луценко (2022)
- Олег Мороз (2022)
- Ростислав Козий (2022)
- Андрей Головко (2023)
- Дмитрий Шкурнов[укр.] (2023)

### Сноски
1. 1 2 3  «На одной из учебных точек под руководством командира роты 79-й аэромобильной бригады капитана Александра Малярчука личный состав обучали порядку несения службы на блокпосту. Украинские военнослужащие на практике показывали некоторые элементы дежурства, ими были инсценированы нападение на блокпост и его отражение. Капитан Малярчук, принимавший участие в миротворческой миссии в Косово в 2010—2011 годах, а перед этим прошедший месячный курс подготовки на германской базе Хоенфельц, делился своим опытом… Украинские офицеры неоднократно принимали участие в миротворческих миссиях за рубежом, в частности в Либерии, Судане, Сьерра-Леоне, Конго, Ираке и сербском Косово»
Виктор Худолеев. Спасибо, Широкий Лан! Архивировано 16 октября 2014 года. // «Красная звезда» от 2 августа 2012
2. ↑  «В „южном котле“ оперативная обстановка остаётся без перемен. Группировка правительственных войск держит оборону, неся значительные потери под артиллерийским огнём ополченцев. По имеющимся данным, сопротивление пытаются оказать сильно ослабленные подразделения нескольких механизированных бригад, николаевские десантники из 79-й аэромобильной бригады и бойцы 3-го полка спецназа»
Александр Александров. Счёт пошёл на тысячи Архивная копия от 16 октября 2014 на Wayback Machine // «Красная звезда» от 19 сентября 2014